# Georges Boillot
Georges Boillot (ur. 3 sierpnia 1884 w Dieppe, zm. 21 kwietnia 1916 w okolicach Verdun) – francuski kierowca wyścigowy.
Swoją karierę rozpoczął w 1908 w klasie Voiturette w zespole Lion-Peugeot. W 1911 został głównym budowniczym samochodu L76 (pierwszego w historii, który używał 4-cylindrowego silnika). W 1912 zadebiutował w fabrycznym zespole Peugeot, gdzie odniósł zwycięstwo w Grand Prix Francji w Dieppe. Sukces ten powtórzył rok później. Ustanowił także rekord toru Indianapolis 500.
Zginął w I wojnie światowej podczas próby zestrzelenia siedmiu niemieckich samolotów. Pośmiertnie został odznaczony Legią Honorową V klasy i Krzyżem Wojennym.